# Zanussi (entreprise)
Pour les articles homonymes, voir Zanussi.
 (janvier 2017).
Si vous disposez d'ouvrages ou d'articles de référence ou si vous connaissez des sites web de qualité traitant du thème abordé ici, merci de compléter l'article en donnant les références utiles à sa vérifiabilité et en les liant à la section « Notes et références ».
La société Zanussi (en italien : /ˈdzanus.si/) était une entreprise italienne fondée en 1916, spécialisée dans la fabrication de matériel électroménager. Elle a été rachetée en 1984 par le groupe suédois Electrolux.

## Histoire
La société a été créée par Antonio Zanussi à Pordenone, dans le Nord-Est de l'Italie, au nord de Venise, en 1916. En 1946, elle sera l'objet d'une profonde transformation d'entreprise familiale en société industrielle leader dans le domaine de l'électroménager grâce à un des enfants du fondateur, Lino Zanussi.
À partir de 1951, avec un potentiel de plus de 300 salariés, la société se diversifie dans la fabrication de fours à gaz, électriques et à double alimentation. Avec la disponibilité croissante des bouteilles de gaz pour les particuliers et l'augmentation de la popularité de ce système de cuisson, Zanussi devient le plus grand producteur européen de ce type d'appareils[réf. nécessaire].
En 1954, Zanussi produit le premier réfrigérateur d'une longue ligne de production de la société. Un nouveau site industriel est inauguré à Porcia (encore aujourd'hui l'usine la plus importante au monde pour la fabrication d'appareils électroménagers)[réf. nécessaire]. 
En 1957, Zanussi lance un réfrigérateur aux lignes rondes qui deviendra la référence en la matière de la production italienne et mondiale.
À partir de 1958, la production du premier lave-linge est lancée sous la marque REX. Avec une étude avant-gardiste, fruit du génie de ses dirigeants et des excellents rapports entre les experts techniques et les designers, Zanussi mettra sur le marché des modèles qui feront école grâce à leur  compacité, efficacité, fiabilité et efficacité. En 1959, Zanussi présente six modèles de congélateurs, un lave-vaisselle automatique d'une capacité de lavage de 400 assiettes à l'heure et une cusière capable de fonctionner avec n'importe quel type de gaz (naturel, butane, propane, méthane..). La Société Zanussi Grandi Impianti, dont le siège et l'usine sont situés à Vallenoncello, connue et reconnue comme un des plus importants fabricants au niveau mondial dans le domaine des grandes cuisines industrielles pour collectivités, connait un très fort développement à l'exportation.
Durant les années 1960, Lino Zanussi charge l'ingénieur Giorgio Tranzocchi de créer Zanussi Elettronica, la division électronique du groupe de la région du Frioul, qui sera chargée de la production des téléviseurs. En 1965, pour cette catégorie particulière de produits, Zanussi crée la marque Sèleco qui vient ainsi compléter la gamme des produits commercialisés sous les marques REX et Zanussi. En 1962, la cuisinière à gaz Modello 700 remporte le "Compas d'Or" ; toujours en 1962, l'Italie dépassera l'Allemagne dans la production d'appareils électroménagers. Le groupe Zanussi exporte ses produits dans plus de 70 pays. En 1964, Zanussi lance un appareil révolutionnaire pour les ménagères : le lave-vaisselle familial.
La marque Zanussi maintiendra sa prééminence sur le marché italien avec plus de 25 % et deviendra rapidement le principal producteur européen. Après la disparition accidentelle de Lino Zanussi dans un accident d'avion, qui eut de graves conséquences au niveau de la société, le groupe continua sa croissance avec le rachat de nombre de ses concurrents comme le fabricant turinois Castor Elettrodomestici, son voisin et redoutable concurrent Zoppas, Triplex, Becchi et bien d'autres à travers le monde jusqu'à atteindre au début des années 1980 plus de 35 000 salariés.
Ironie de l'histoire, durant les années 1960, le groupe Electrolux en grande difficulté financière et technique a cherché à lier des accords avec Zanussi qui, n'étant pas vraiment intéressée par une grosse société endettée, offrit une fin de non recevoir. En 1984, après de sérieuses difficultés liées à la disparition accidentelle de son Président Directeur Général Lino Zanussi, la société ouvrit son capital à Electrolux en 1984, qui en deviendra rapidement l'actionnaire unique.
Les marques qui aujourd'hui font partie de l'ex groupe italien Zanussi,  essentiellement la marque REX Elettrodomestici en Italie, sont celles qui dominent le marché européen. Depuis l'an 2000, Zanussi produit et commercialise ses matériels professionnels de grandes cuisines pour la restauration collective sous la seule marque